# Tablat
Tablat (în arabă تابلاط) este o comună din provincia Médéa, Algeria.
Populația comunei este de 27.919 locuitori (2008).